# Live5
『Live5』（ライヴ・ファイブ）は、2003年3月31日から2007年3月30日までKBS京都テレビで平日夕方に放送されていた情報番組・報道番組。全1028回。

## 概要
それまで21時台に放送されていた『ニュースきっちん』と14時台に放送されていた『京都新聞きらり夕刊』が夕方枠へ移動し、これらが統合されたことによって誕生した番組である。
2006年3月までは放送枠が1時間近くあり、番組は京都府内の旬の情報と観光情報を毎日中継で伝えていた。また、中継先の募集もしていた。ほかにも話題の人物をゲストに招いたり、夕方の番組であることから料理コーナーを設けたりと、情報番組色の強い企画を中心に据えていた。
2006年4月に放送枠が縮小してからは、京都府内および滋賀県内のニュースとニュース関連のコーナーが中心になり、情報番組色は薄まっていった。しかしながら、その後も地域情報を伝え続けていたためか、番組公式サイトでは最後まで「フレッシュで家庭的な情報番組」を標榜していた（本項最下段の外部リンク参照）。
番組の終了後、再度情報番組色を強めた後継番組『京プラス』がスタートした。

## 放送時間
- 月曜 - 金曜 17:00 - 17:50 （2003年3月31日 - 2003年10月1日）
- 月曜 - 金曜 16:56 - 17:50 （2003年10月2日 - 2006年3月31日） - 京都府議会や京都市会の中継がある日には17:00から放送。
- 月曜 - 金曜 17:00 - 17:30 （2006年4月3日 - 2006年9月） - 『きらり夕刊』を分離。
- 月曜 - 金曜 17:00 - 17:35 （2006年10月 - 2007年3月） - 『きらり夕刊』を再内包。

## 出演者

### キャスター
- 竹内弘一（KBSアナウンサー）
- 堀川節子（KBSアナウンサー） - 2005年3月まで出演。

### スタジオ担当
- 平野智美（KBSアナウンサー） - 2005年4月から出演。同年3月までは中継担当。

### 中継担当
- 平野智美（KBSアナウンサー） - 2005年3月まで出演。同年4月からはスタジオ担当。
- 平野明子（フリーアナウンサー） - 2005年4月から2006年3月まで出演。月曜 - 木曜担当。
- 伴真理子 - 2005年4月から2006年3月まで出演。金曜担当。

### 「cook de トントン」担当
- 岩崎心平（当時KBSアナウンサー） - 2005年3月まで出演。
- 内谷佐和子 - 2005年4月から2006年3月まで隔週出演。
- 池田淳子 - 2005年4月から2006年3月まで隔週出演。

### 天気予報担当
- 小原由美子（気象予報士） - 金曜担当。月曜 - 木曜にはスタジオ担当者が天気予報を伝えていた。

### その他の出演者
このほか、日替わりのコメンテーターとゲストも出演していた。

## 主なコーナー
- 中継 - 京都府内のみならず、KBS京都受信可能エリアであればどこにでも中継車を向かわせていた。福井県敦賀市からの生中継を行ったこともある。2006年3月までは毎日実施していたが、同年4月以降は定期的な中継を行わなくなり、それに伴って中継リポーターもいなくなった。
- cook de トントン - 夕食にもう一品加えたい料理のレシピを紹介していたコーナー。2006年3月まで実施。
- 光で結ぶあの街この町 - 光ファイバーネットワーク「京都デジタル疏水ネットワーク」を使った中継映像を見ながら府内各地の住民たちと対話するコーナー。
- 平野目線
- ペット特派員
- 京都新聞きらり夕刊
- 京の残像
- 茂山千三郎の気になるニュース（月曜）
- 梅山克啓公認会計士のビジネスニュース（火曜）
- ゴリラ博士の人間トピックス（水曜）
- 山崎弁護士のリーガルニュース（木曜）
- 面白漢字塾（木曜）
- 気象予報士・小原由美子のお天気（金曜）